# CodeWarrior
CodeWarrior est un environnement de développement intégré développé et commercialisé par la société Freescale Semiconductor. L'application avait été initialement développée par une entreprise nommée Metrowerks qui a été rachetée par Motorola en 2005. Les produits de Metrowerks ont été conservés par Freescale quand Motorola a cédé son activité de fabrication de semi-conducteurs.

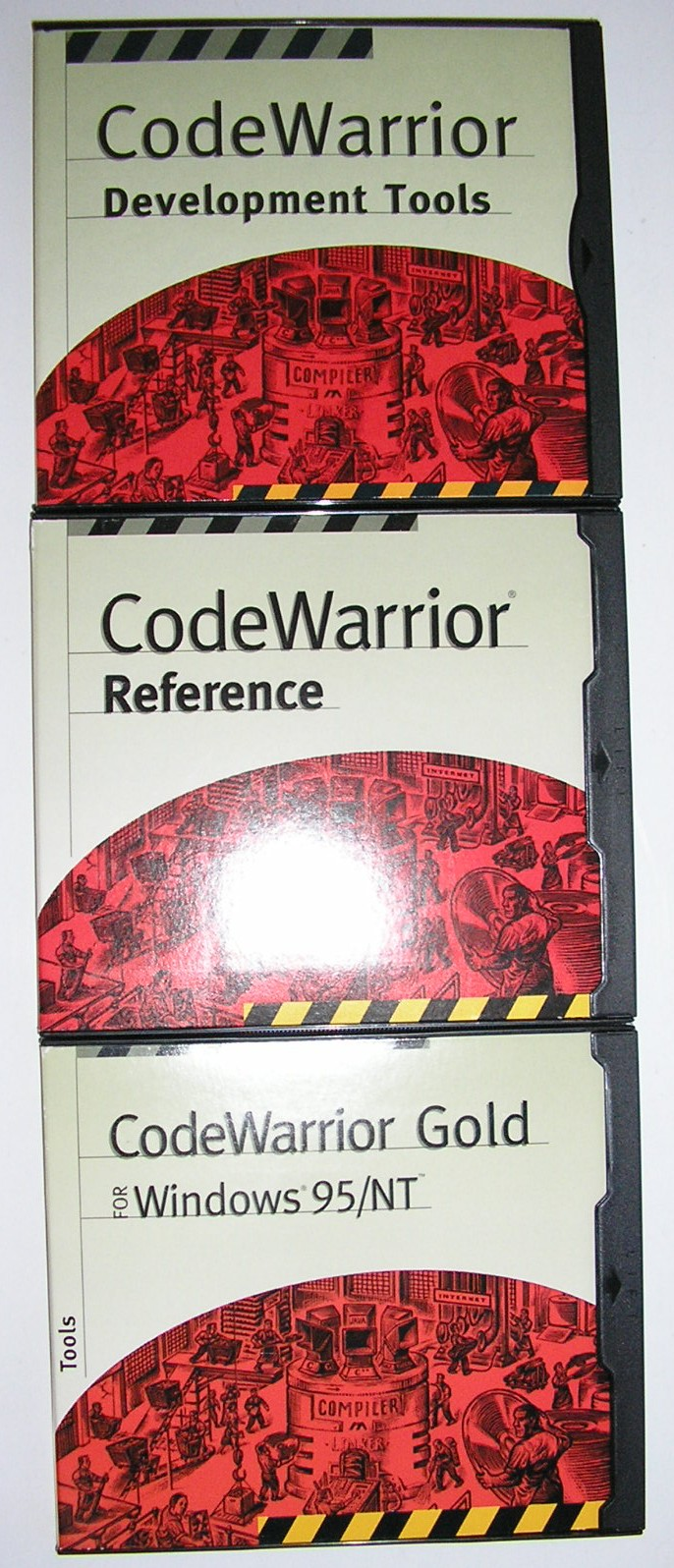
Produits de CodeWarrior Date: 20/08/2008

Avant ce rachat, CodeWarrior pouvait être utilisé pour développer pour les environnements Mac OS sur PowerPC, Mac OS sur 68k, BeOS, Microsoft Windows x86, PlayStation 1, 2 et PlayStation Portable, Nintendo 64 et GameCube, Sega Saturn et Dreamcast, Java, Nokia SymbianOS, PalmOS.
Depuis le rachat par Freescale, CodeWarrior est utilisé pour le développement en assembleur, C et C++ pour les processeurs de la société.